# Denís Nikitin
Denís Yevgenyevich Kapustin (en ruso: Дени́с Евге́ньевич Капу́стин; Moscú, Unión Soviética, 6 de marzo de 1984), comúnmente conocido como Denís Nikitin (Дени́с Ники́тин) o por su nombre de guerra White Rex (Уайт Рекс), es un activista ruso de extrema derecha, ex hooligan de futbol y militante antiputinista. Ha sido descrito como un neonazi. Kapustin se convirtió en objeto de una prohibición de entrada en todo el espacio Schengen desde la primavera de 2019. Después de mudarse a Ucrania, fundó el Cuerpo de Voluntarios Rusos (CVR) en 2022 y es el líder del grupo. El gobierno ruso lo ha etiquetado como terrorista.

## Biografía

### Primeros años
Nacido el 6 de marzo de 1984, criado en Moscú, en 2001, cuando tenía 17 años, la familia de Kapustin se mudó a Chorweiler-Colonia, Alemania. Según Der Spiegel, la familia Kapustin son judíos rusos.

### Participación extremista
Durante su tiempo en Colonia, Kapustin se radicalizó y se convirtió en una figura de extrema derecha muy conocida que estaba asociada con la escena hooligan de extrema derecha y estuvo involucrado en disturbios en el fútbol. Está profundamente arraigado en la escena del vandalismo del fútbol de extrema derecha y lideró un pequeño grupo durante los disturbios de la UEFA Euro 2016 en el puerto de Marsella.
El ministerio del interior de Herbert Reul (CDU) en Renania del Norte-Westfalia, Alemania, lo llamó «uno de los activistas neonazis más influyentes» en Alemania y señaló que profesionalizó la subcultura de lucha en el país. También dirigió una marca de estilo de vida llamada White Rex, que presentaba un logotipo con un Sol negro preferido por los grupos neonazis, a través del cual distribuía camisetas a menudo con imágenes y textos violentos, nacionalistas blancos y xenófobos, como el símbolo nazi 88, que los neonazis traducen como Heil Hitler. Vio la marca como una especie de completo proveedor nacionalsocialista.

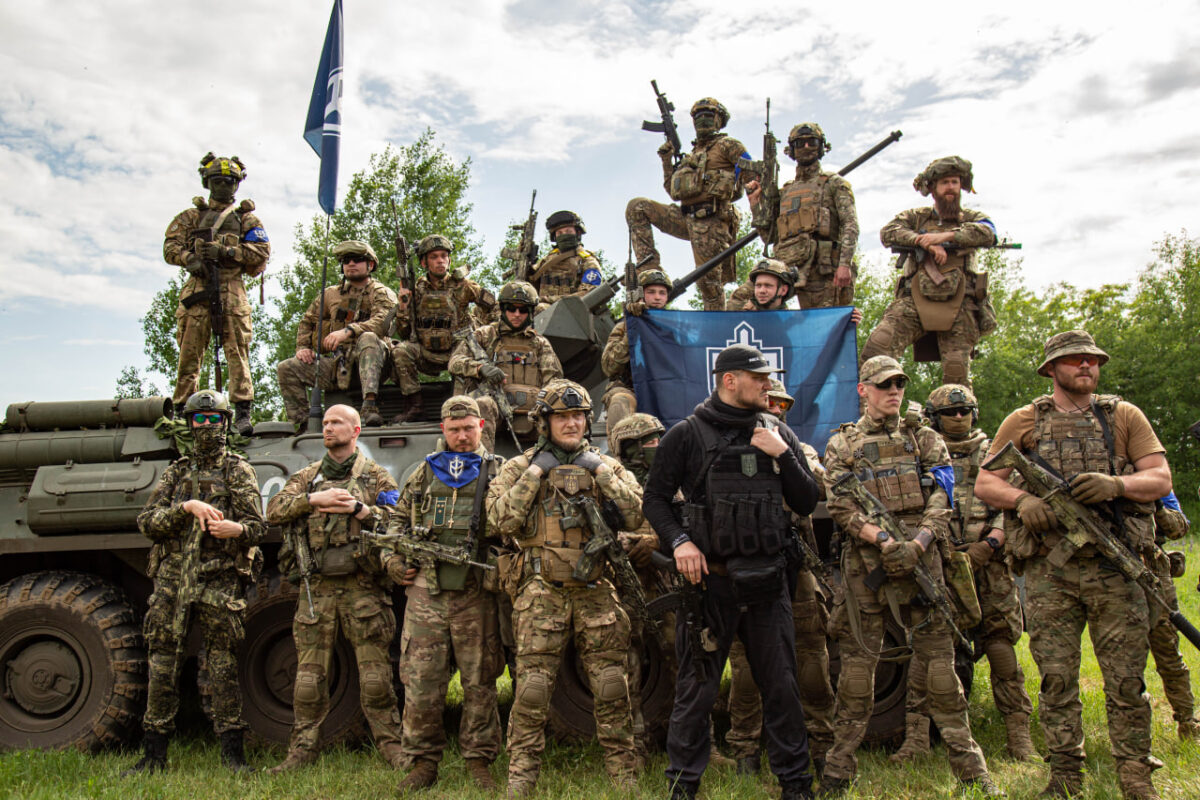
Miembros del Cuerpo de Voluntarios Rusos el 24 de mayo de 2023. Kapustin está en primer plano.

Kapustin organizó y facilitó reuniones de grupos de la derecha radical en Europa y los Estados Unidos, su comercialización de las artes marciales mixtas (MMA) permitió su expansión y el aumento de la corroboración y la militancia dentro de la derecha radical. En 2018 Kapustin estaba trabajando en red en toda Europa: no solo ayudó a organizar los eventos de artes marciales, sino que también ofreció seminarios de artes marciales y entrenamiento con armas desde Gales hasta Suiza, y mantuvo buenos contactos en las escenas de fanáticos de Sparta Praga y Legia Varsovia. También apareció como luchador y orador en el "Kampf der Nibelungen" (KdN). Con su mezcla de ejercicios deportivos militares modernos, redes internacionales y cultura de eventos neofascista, casi nadie fue tan simbólico de la profesionalización de la violencia de derecha como Kapustin. Kapustin fue la figura clave en las redes europeas de activistas políticos de extrema derecha y la profesionalización de la violencia física.
Su alcance fue limitado en 2019 cuando Alemania le impuso una prohibición Schengen, o prohibición en toda Europa por "esfuerzos contra la constitución democrática liberal". Esto también se aplica a Suiza.
En Suiza, brindó entrenamiento de combate a miembros del Partido Nacionalista Suizo (PNS) de extrema derecha. Según Reuters, "con frecuencia se ha descrito a sí mismo como un nacionalista que lucha por una Rusia que pertenece a los rusos étnicos", pero ha "rechazado las caracterizaciones neonazis y supremacistas blancas".

### En Ucrania
Era partidario del Euromaidán y, desde 2018, Kapustin ha vivido en Ucrania. Kapustin trabajó con el Batallón Azov, un grupo paramilitar de derecha, en Ucrania hasta que su club de lucha, el Club Reconquista, cerró en 2019.
Desde enero de 2021, es coanfitrión del podcast Active Club con Robert Rundo, líder del American Rise Above Movement. En Ucrania fundó el Cuerpo de Voluntarios Rusos en agosto de 2022, un grupo de voluntarios que luchan por Ucrania en la Guerra Ruso-Ucraniana. Según Denis Sokolov del Consejo Cívico, estos combatientes recibieron salarios regulares del Ministerio de Defensa de Ucrania en Kiev.
En 2023 atacó el Óblast de Briansk con varios miembros del CVR. Desde entonces ha sido catalogado como terrorista por la Federación Rusa. El 22 de mayo de 2023, Kapustin, como jefe del Cuerpo de Voluntarios Rusos, estuvo involucrado en el ataque al Óblast de Bélgorod, una incursión transfronteriza en la región rusa de Bélgorod.
En noviembre de 2023, un tribunal militar de Moscú condenó a Kapustin a cadena perpetua in absentia por organizar varios ataques en la región fronteriza de Briansk, desde marzo de 2023, el intento de atentado contra el oligarca ruso Konstantín Maloféyev, y por alta traición.